# EMD 645
EMD 645 er en serie af dieselmotorer til lokomotiver fra lokomotivproducenten General Motors Electro-Motive Division (EMD).
Denne motorserie afløste i 1965 EMD 567. Den blev afløst i 1984 af EMD 710.
Ligesom forløberen, EMD 567 og efterfølgeren EMD 710, var der tale om en totakts dieselmotor i V-form med en vinkel på 45° mellem cylinderne.
I Danmark kendes denne motortype fra MZ- og ME lokomotiverne. Mz-lokomotiverne (serie I-II) er udstyret med en 16-645E3, Mz-lokomotiverne (serie III-IV) er udstyret med en 20-645E3 og Me-lokomotiverne med en 16-645E3B. EMD 645-seriens forgænger, EMD 567, kendes fra DSBs My- og Mx-lokomotiver. 

## Tekniske data
Fælles for alle EMD 645 motorer var boringen på 9 1/16 tommer (230,2 mm) slaglængden på 10 tommer (254 mm), hvilket gav et slagvolumen på 645 kubiktommer pr. cylinder (10,57 liter), heraf navnet.
Motorerne der havde 8, 12 16 eller 20 cylindere, var enten udstyret med enkelt eller dobbelt Roots-kompressor eller turbolader afhængig af den ønskede ydelse.